# SS-N-2 Styx
Die SS-N-2 Styx (NATO-Code) ist eine schiffsgestützte Anti-Schiff-Lenkwaffe, die in der Sowjetunion entwickelt wurde. Der GRAU-Index lautet 4K40 und der Systemindex der russischen Streitkräfte ist P-15 Termit / P-20 Rubesch. Der Flugkörperentwurf aus den 1950er-Jahren gehört zur ersten Generation sowjetischer Anti-Schiff-Lenkwaffen.

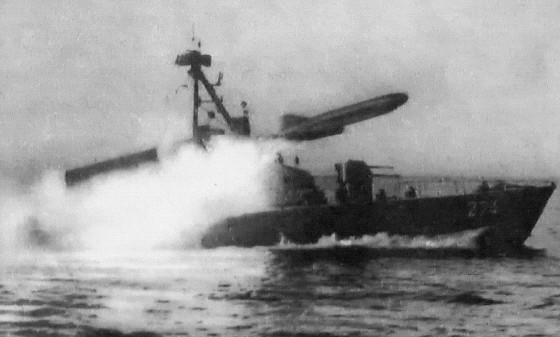
Komar-Schnellboot feuert SS-N-2 ab

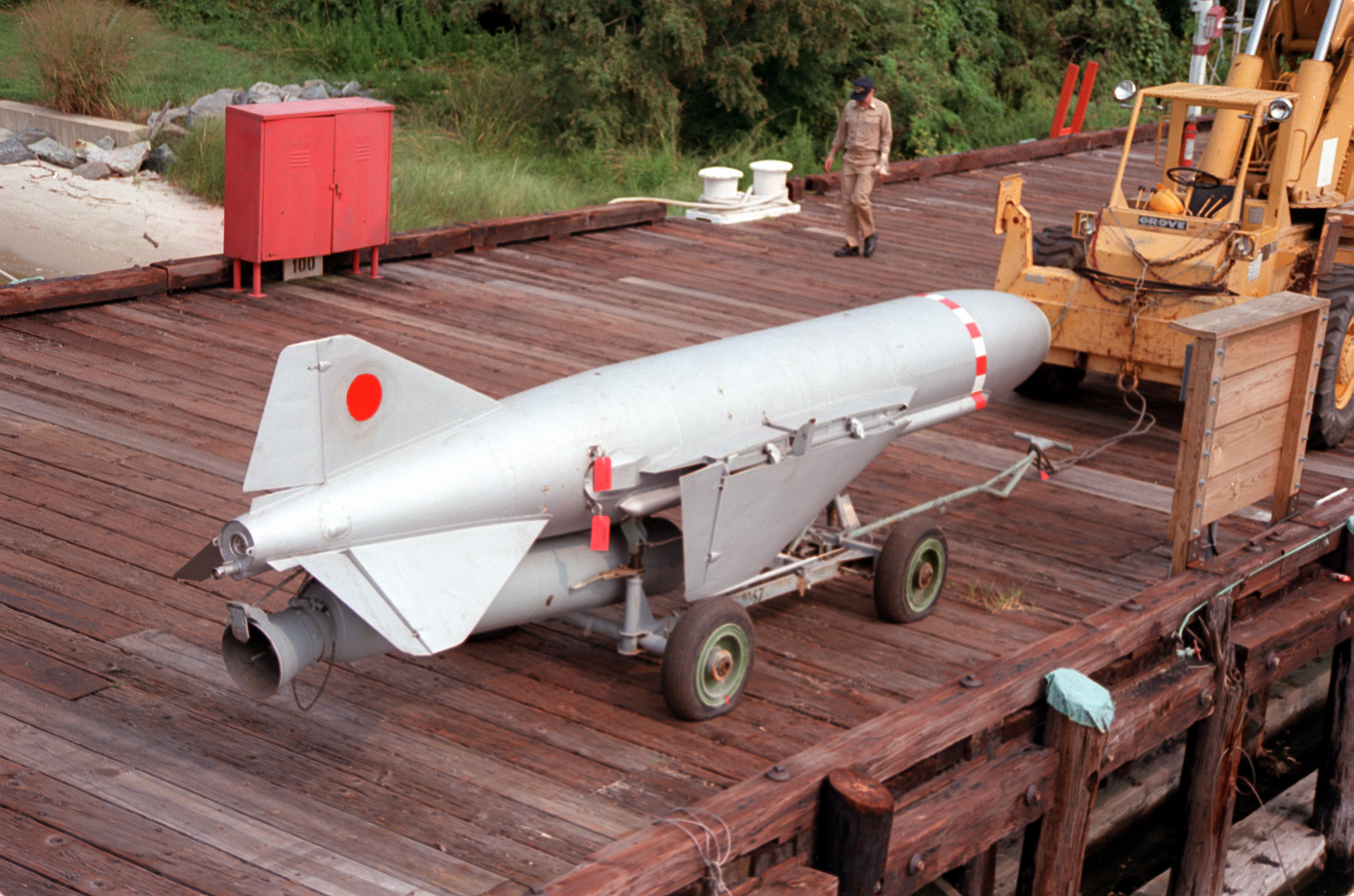
SS-N-2C mit Booster und gefalteten Flügeln

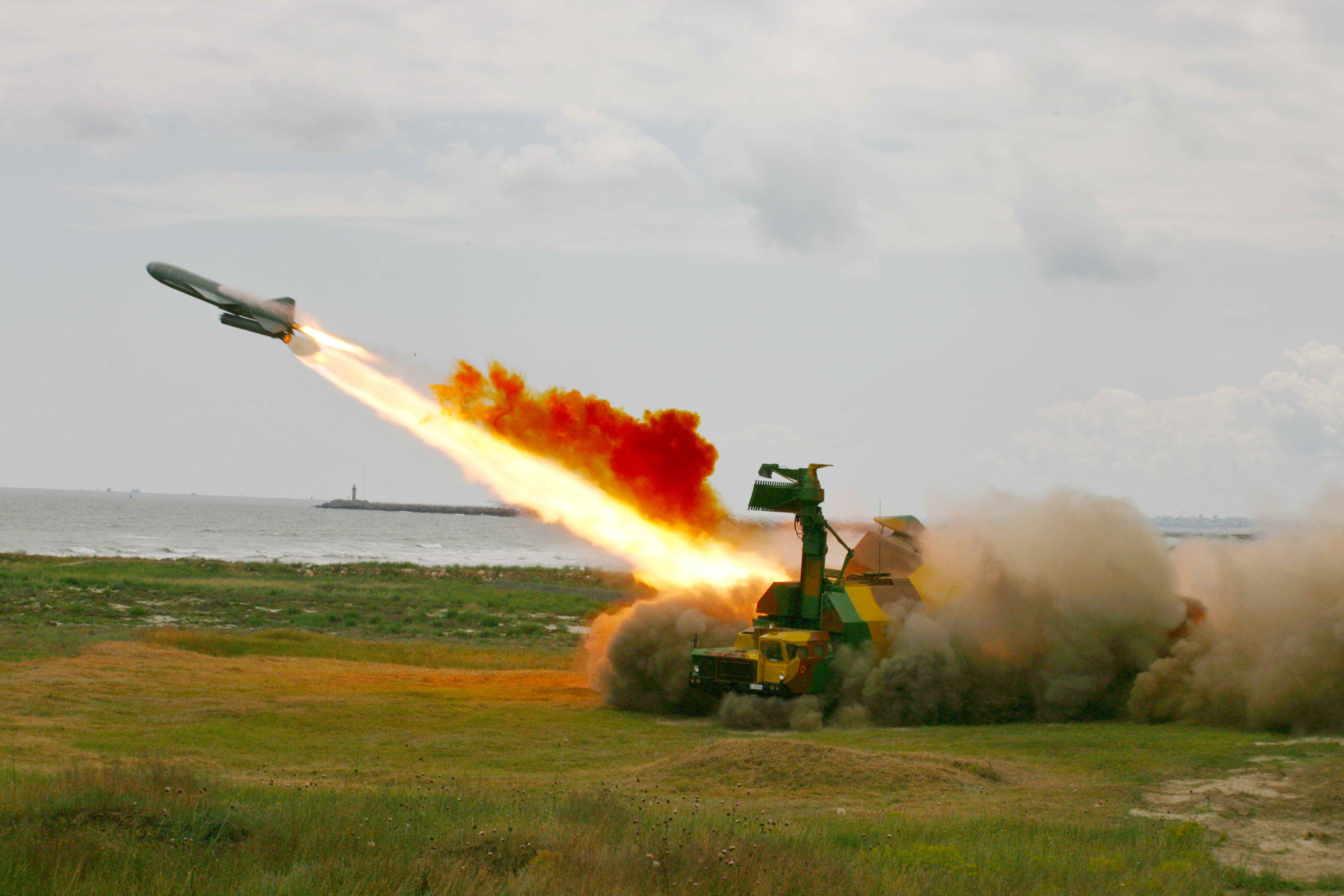
Landgestützter Start von einem Rubesch-Startbehälter

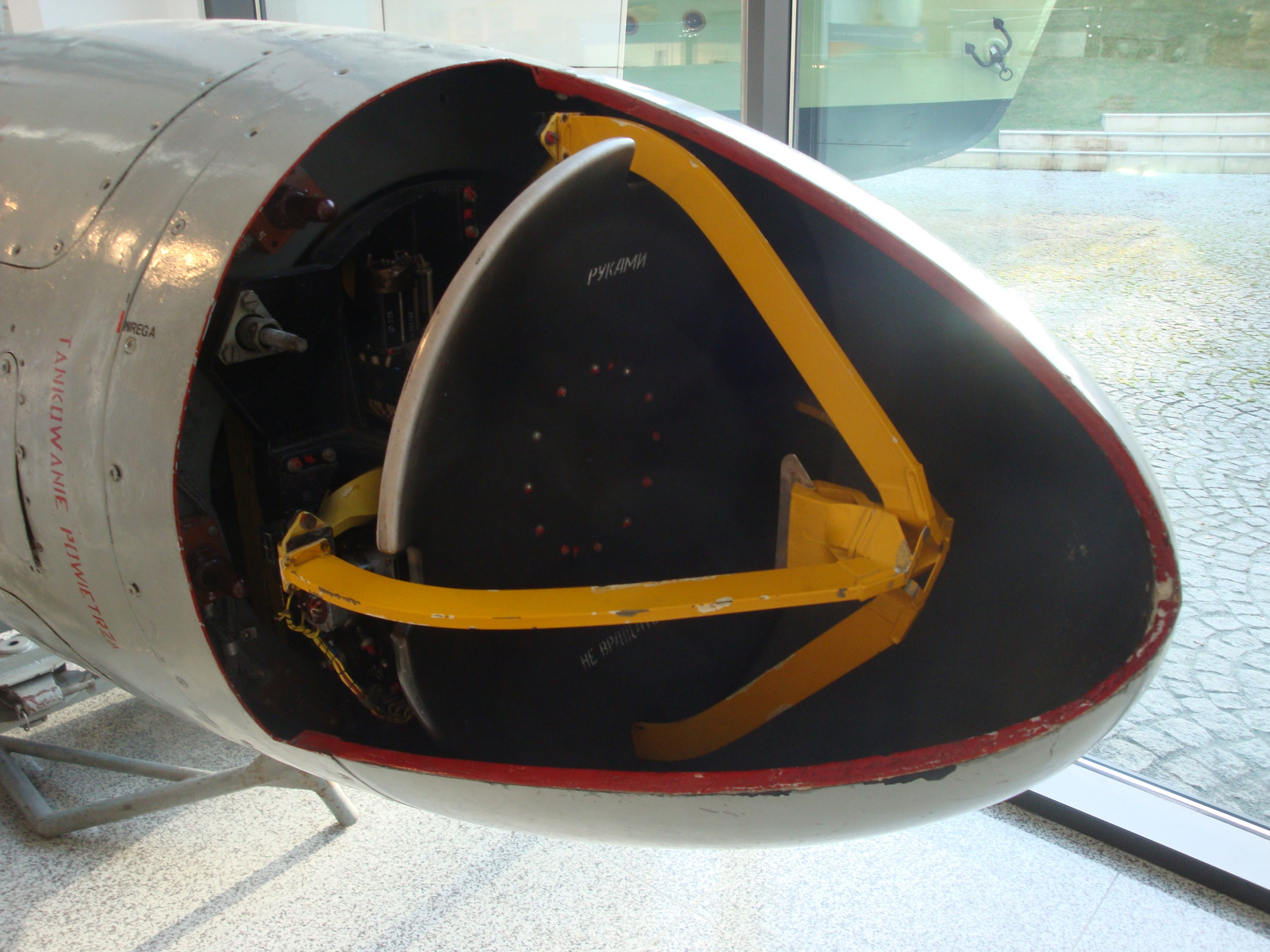
Radarsensor in der geöffneten Nase einer P-15

## Entwicklung
Die SS-N-2 Styx wurde als Anti-Schiff-Lenkwaffe für den Einsatz auf kleinen und mittleren Überwasserschiffen konzipiert. Die Entwicklung beim OKB-155 begann Anfang 1955. Der erste Teststart von einem Versuchsboot vom Typ Projekt 183e erfolgte am 16. Oktober 1957. Im Jahr 1958 wurde die SS-N-2 offiziell in den Bestand der sowjetischen Marine übernommen. Zuerst wurden die schnellen Angriffsboote der Komar- und Osa-Klasse mit der Lenkwaffe ausgerüstet.
Danach wurde die SS-N-2 an verschiedene befreundete Staaten im Ostblock, in Asien und im Nahen Osten exportiert.
1959 wurden die Pläne der SS-N-2 an China verkauft, wo die Lizenzproduktion 1974 begann. In China wurden noch weitere Kopien der SS-N-2 unter der NATO-Bezeichnung CSS-C-2 Silkworm und CSS-C-3 Seersucker als landgestützte Anti-Schiff-Waffen entwickelt.
Weitere Lizenzproduktionen mit zum Teil chinesischer Hilfe erfolgten in Nordkorea und im Iran.

## Technik
Die Grundversion P-15 hatte feste Tragflächen und wurde aus einem Container von einer Startschiene abgefeuert. Die Lenkwaffe wurde von einem Feststoff-Booster gestartet und dann von einem Raketentriebwerk für Flüssigtreibstoff angetrieben. Neben dem eigentlichen Suchkopf verfügte die Lenkwaffe über ein einfaches Trägheitsnavigationssystem sowie über einen barometrischen Höhenmesser. Dieser wurde in späteren Modellen durch einen Radarhöhenmesser ersetzt. Die Lenkwaffe flog in einer Höhe von 100 bis 200 Metern. Für den Endanflug wurde das Ziel mit einem aktiven Radar erfasst; die Lenkwaffe steuerte dann selbstständig auf das Ziel zu. Im Jahr 1959 begannen die Arbeiten an einer Version mit einem IR-Suchkopf. Diese Version trug die Bezeichnung P-15TG und hatte einen passiven Infrarot-Suchkopf mit einer Erfassungsreichweite von etwa zehn Kilometern.
Spätere Ausführungen besaßen eine größere Reichweite und faltbare Tragflächen. Dies ermöglichte die Einführung eines kompakten Startcontainers, der luftdicht abgeschlossen werden konnte. Dem Navigationssystem musste vor dem Start die Marschflughöhe von 25, 50 oder 250 Metern eingegeben werden. Für den Endanflug sank die P-15M auf eine Höhe von 2,5 Metern (Sea-Skimming). Auch diese verbesserte Lenkwaffe bekam eine Unterversion mit einem IR-Suchkopf.
Die letzte Ausführung, die SS-N-2D Styx (P-22 Termit-R), wurde 1983 eingeführt. Diese Variante verfügte zusätzlich zum Radarsuchkopf noch über einen IR-Suchkopf und hatte eine Reichweite von 100 Kilometern.

## Einsatz
Über vier Monate nach dem Waffenstillstand im Sechstagekrieg versenkte am 21. Oktober 1967 eine Gruppe ägyptischer Raketenschnellboote mit SS-N-2 den israelischen Zerstörer Eilat. Das Schiff wurde etwa 15 Seemeilen vor Port Said von drei Flugkörpern getroffen und sank innerhalb von 45 Minuten, wobei 47 Seeleute starben. Erstmals in der Seekriegsgeschichte wurde damit ein Schiff von einem seegestützten Seezielflugkörper zerstört.
Im Jahr 1971 setzte die indische Marine mit Erfolg die SS-N-2 im dritten indisch-pakistanischen Krieg ein. So versenkten indische Flugkörper-Schnellboote am 3./4. Dezember 1971 in einem Nachtgefecht vor dem Hafen von Karatschi den pakistanischen Zerstörer Khaibar und ein Minensuchboot durch je zwei Treffer mit SS-N-2. In der Nacht des 8./9. Dezember 1971 beschoss ein indisches Raketen-Schnellboot der Osa-Klasse den Hafen von Karatschi, wobei drei SS-N-2 Öltanks des dortigen Keamari-Öllagers trafen. Die ausbrechenden Großbrände verursachten sehr hohe Schäden und beeinträchtigten die Ölversorgung Pakistans für die gesamte Restdauer des Krieges. Bei dieser Attacke wurde auch der dort im Hafen liegende panamaische Tanker Gulf Star von einer SS-N-2 getroffen und brannte aus.
Der nächste Einsatz erfolgte 1973 während des Jom-Kippur-Krieges. Bei verschiedenen Gefechten (so bei der Schlacht von Latakia) mit israelischen Schnellbooten feuerten syrische und ägyptische Kampfschiffe über 50 SS-N-2-Lenkwaffen ab, konnten aber keine Treffer erzielen, da die israelische Marine seit dem Verlust der INS Eilat ihre EloKa enorm verbessert hatte und die meisten abgefeuerten SS-N-2 ablenken konnte. Im Gegenzug erlitten jedoch die mit SS-N-2 ausgerüsteten Schnellboote der Ägypter und Syrer teils beträchtliche Verluste durch die neuen israelischen Gabriel-Seezielflugkörper.
Weitere Einsätze der SS-N-2 erfolgten während des Ersten Golfkrieges (1980–1988) sowohl von der irakischen als auch von der iranischen Seite.
Der versehentliche Treffer einer SS-N-2C führte 1987 im Rahmen eines Manövers zum Untergang der Musson, einer sowjetischen Korvette des Projekts 1234. Die Übung hatte gerade die Flugkörperabwehr zum Inhalt; der Besatzung der Musson gelang es jedoch nicht, den Flugkörper abzuschießen. Als Gründe für den Treffer an der Korvette werden entweder eine Beschädigung des Flugkörpers und ein folgender Absturz auf die Korvette oder eine versehentliche Aktivierung der automatischen Zielsuche vermutet. Bei dem Zwischenfall kamen 39 Seeleute ums Leben.
Während des Zweiten Golfkrieges fing 1991 der britische Lenkwaffenzerstörer Gloucester eine Silkworm-Rakete im Anflug auf das US-amerikanische Schlachtschiff Missouri mit einer Salve von Sea-Dart-Raketen ab. Dies gilt als der bislang einzige Abschuss einer Anti-Schiff-Lenkwaffe durch eine Flugabwehrrakete im Ernstfall.

## Status
Die SS-N-2 Styx ist mittlerweile technisch veraltet. Außerhalb Russlands befinden sich aber noch mehrere hundert Lenkwaffen im aktiven Bestand verschiedener Seestreitkräfte. Als Nachfolgemodell für die weltweit im Einsatz stehenden SS-N-2 Styx werden die SS-N-25 Switchblade und die SS-N-26 Strobile vermarktet.
In China wurde die SS-N-2 wie erwähnt ab 1964 zunächst kopiert und anschließend kontinuierlich weiterentwickelt. Dabei wurde die letzte Version, HY-4 bzw. C-401 (NATO: CSS-N-7 „Sadsack“) Ende der 1980er-Jahre in Dienst gestellt, dabei konnte die Reichweite auf 150 bis 300 km (unterschiedliche Angaben) gesteigert werden. Die unterschiedlichen Modelle wurden in verschiedene Staaten des Nahen Ostens exportiert und stehen dort ebenso wie in China noch im Dienst.

## Varianten
SS-N-2A Styx
- P-15 Termit / 4K40: 1. Serienversion. Mit aktivem Radarsucher und barometrischem Höhenmesser. Reichweite 45 km.

SS-N-2B Styx
- P-15U Termit / 4K40U: 2. Serienversion mit verbesserter Elektronik. Mit aktivem Radarsucher. Reichweite 75 km.
- P-15TG: Mit passivem Infrarot-Suchkopf. Reichweite 55 km.

SS-N-2C Styx
- P-20K Termit: 3. Serienversion mit neuer Elektronik und neuem Sprengkopf. Mit aktivem Radarsucher. Reichweite 85 km.
- P-21 Termit: Mit passivem Infrarot-Suchkopf. Reichweite 75 km.
- P-15M Termit-R / 4K40M: Mit System für Daten-Updates während des Marschfluges und Radar-Höhenmesser.
- P-20M Rubesch: Exportversion der P-20K.
- P-20 Termit: Exportversion der P-21.

SS-N-2D Styx
- P-22 Termit-R / 4K51: 4. Serienversion mit aktivem Radarsucher und passivem Infrarot-Suchkopf. Reichweite 100 km.

SS-N-2E Styx
- P-27 Termit / 4K51: Prototyp mit neuer Elektronik und neuem Sprengkopf. Mit aktivem Radarsucher. Reichweite 150 km.

SS-C-3 Styx

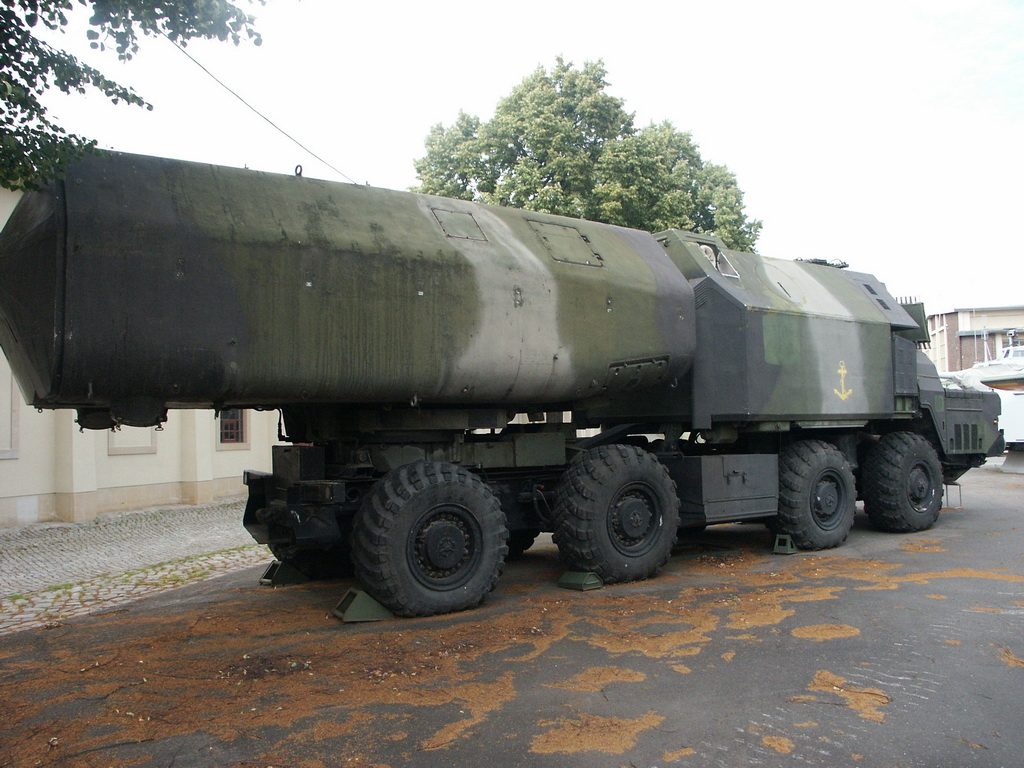
4K51 Rubesch (NATO-Codename: SS-C-3 Styx) der Volksmarine auf Basis eines MAZ-543M

- P-15M / 4K51 Rubesch: Version zur Küstenverteidigung. Reichweite 45 km.
- P-21 Rubesch-A: Version zur Küstenverteidigung. Reichweite 75 km.
- P-22 Rubesch-B: Version zur Küstenverteidigung. Reichweite 100 km.

Chinesische Varianten
- CSS-N-1 „Scrubbrush“ / SY-1 Schiffgestützte Version. Reichweite 40 km.
- CSS-N-2 „Safflower“ / HY-1 Schiffgestützte Version, landgestützte Version als CSSC-2 Silkworm. Reichweite 70 km.
- CSS-N-5 „Sabbot“ / SY-2 Schiffgestützte Version mit Feststoffantrieb und zeitverzögertem, panzerbrechenden Zünder. Reichweite 130 km.
- CSS-C-3 „Seersucker“ / HY-2 Landgestützte Version, verlängerter Rumpf, endgültiger Zielanflug in 8 m Höhe. Reichweite 100 km.
- CSS-C-7 „Sadsack“ / HY-4 Land-, luft und seegestützt, mit Turbojetantrieb. 300 km Reichweite.

## Plattformen
- Seegestützt: Osa-Klasse, Komar-Klasse, Matka-Klasse, Tarantul-I-Klasse, Kildin-Klasse, Krupny-Klasse, Modifizierte Kaschin-Klasse, Nanuchka-II-Klasse
- Landgestützt: 4K51 Rubesch (SS-C-3 Styx) auf Basis eines MAZ-543-Lkw

## Benutzer
- Algerien
- Angola
- Aserbaidschan
- Bulgarien
- Deutsche Demokratische Republik
- Ägypten
- Finnland Nicht mehr im Einsatz
- Indien
- Iran
- Israel Im Zuge der sogenannten Landmaschinen-Affäre zu Testzwecken von der Bundesrepublik Deutschland ausgeliehen
- Irak Nicht mehr im Einsatz
- Kuba
- Kroatien
- Libyen
- Nordkorea
- Volksrepublik China
- Polen Seit 2006 nicht mehr im Einsatz
- Rumänien
- Russland
- Vereinigte Staaten Zu Testzwecken beschafft
- Sowjetunion
- Syrien
- Vietnam
- Jemen
- Jugoslawien

## Verweise
1. ↑  Marine-Rundschau 4/1985, S. 209